# Odporność roślin na niską temperaturę

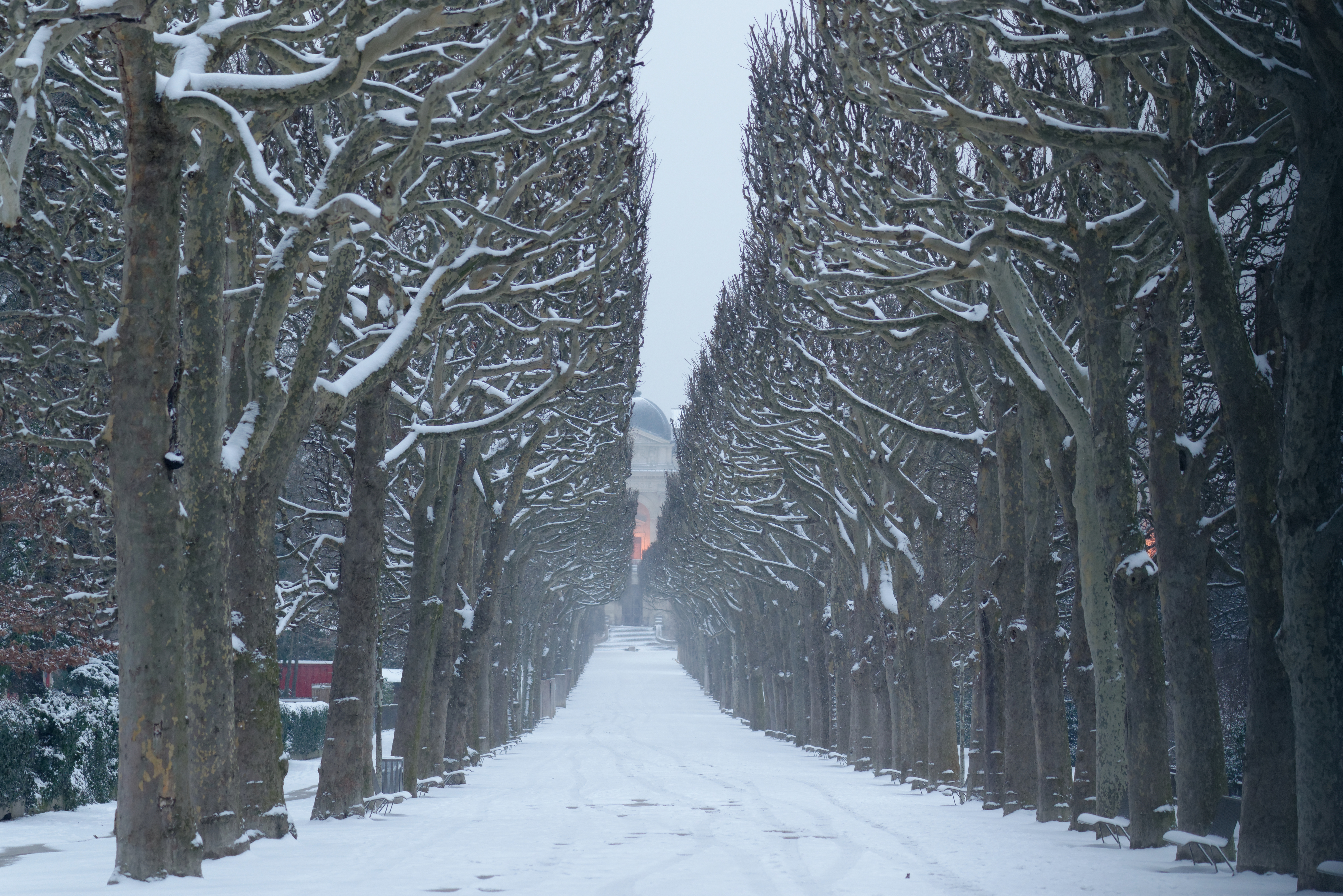
Drzewa i krzewy strefy umiarkowanej wykazują odporność na mróz

Odporność roślin na niską temperaturę – zdolność roślin do przetrwania w warunkach niskich temperatur. Przez niskie temperatury w fizjologii roślin rozumie się zakres od 12 °C do -70 °C, a nawet niższych.

## Podział roślin według wrażliwości
Wyróżniane są trzy grupy roślin w zależności od zakresu temperatur letalnych:
- Rośliny wrażliwe na chłód, u których negatywne zmiany w organizmie pojawiają się w temperaturze niższej niż 15 °C. W temperaturach 5-10 °C rośliny wrażliwe na chłód giną[2]. Spośród gatunków uprawianych przez człowieka do wrażliwych na chłód zaliczane są: pomidor, ziemniak, melon, dynia, ogórek, szparag, fasola, kukurydza[1][3]. Wśród roślin wrażliwych na chłód są takie, które wrażliwe są w całości oraz takie, u których giną jedynie wrażliwe na chłód organy. U kawy w temperaturze 1 °C giną korzenie, starsze liście, otwierające się pąki, zarodki nasion. Dużą wrażliwość na chłód wykazują primordia kwiatowe lub owocowe[2].
- Rośliny wrażliwe na mróz, giną po obniżeniu temperatury poniżej 0 °C. Przyczyną obumierania jest brak tolerancji na powstawanie kryształów lodu w komórkach. Do grupy tej należą głównie rośliny ze stref klimatycznych cieplejszych niż strefa klimatu umiarkowanego[1]. Jednak także rośliny strefy umiarkowanej mogą wykazywać wrażliwość na mróz w okresie lata[2].
- Rośliny tolerujące zamarzanie, zdolne przetrwać spadki temperatury do –70 °C. Tolerancja na mróz wiąże się ze zdolnością przeżycia krystalizacji wody w przestrzeniach międzykomórkowych i związanym z nią odwodnieniem komórek[2]. Rośliny odporne na mróz wymagają jesiennego okresu aklimatyzacji. Nasiona tych roślin mogą przeżyć nawet w temperaturze –196 °C, w warunkach laboratoryjnych po potraktowaniu ciekłym azotem[1].

## Skutki działania chłodu
W niskich, nieujemnych temperaturach dochodzi do upośledzenia funkcji błon. Wypływ jonów i metabolitów prowadzi do śmierci rośliny. Charakterystyczną cechą komórek roślin wrażliwych na chłód jest duży udział kwasów tłuszczowych nasyconych w składzie błon. Obniżenie temperatury powoduje przejście składników błony w stan półkrystaliczny. Odporność na chłód roślin może być zwiększona przez aklimatyzację, która prowadzi do wymiany kwasów tłuszczowych nasyconych na nienasycone. Powstawanie uszkodzeń i ich zakres uzależniony jest od tempa zmian warunków. Największe szkody wyrządza nagły spadek temperatury. W pierwszym etapie dochodzi do zaburzenia krążenia cytoplazmy oraz upośledzenia fotosyntezy. Przyczyną zahamowania fotosyntezy jest inaktywacja fotoukładu II (PS II), co prowadzi do zaburzeń w transporcie elektronów. Nadmiar światła w stosunku do możliwości jego spożytkowania prowadzi do powstania reaktywnych form tlenu i fotooksydacyjnej destrukcji chlorofilu. Inne procesy metaboliczne także ulegają zahamowaniu. Oprócz przejścia fazowego błon za przyczynę powstawania uszkodzeń w warunkach chłodu uznaje się depolaryzację błon. Efektem jest otwieranie kanałów jonowych i wzrost stężenia jonów Ca2+ w cytozolu. Ponieważ jony te pełnią funkcje regulatorową zaburzonych zostaje większość procesów metabolicznych. Dochodzi między innymi do otwarcia aparatów szparkowych utraty wody i więdnięcia rośliny.

## Skutki działania mrozu
Obniżenie temperatury poniżej 0 °C prowadzi do wytworzenia lodu w tkankach. Jeżeli kryształy lodu powstają w protoplaście prowadzi to do zniszczenia struktur błonowych i śmierci komórki. Przy powolnym obniżaniu temperatury lód powstaje zwykle w przestrzeniach międzykomórkowych. Prowadzi to do obniżenia potencjału wody poza komórką i przemieszczania wody z komórki na zewnątrz. To właśnie odwodnienie i skurcz komórki na skutek utraty wody jest główną przyczyną uszkodzeń na poziomie komórki. W pierwszej kolejności może dojść do uszkodzeń plazmalemmy. Jeżeli na skutek kurczenia się komórki i zmian fazowych dochodzi do zbliżenia się różnych błon (np. plazmalemmy i retikulum endoplazmatycznego) powstają utwory heksagonalne. Są to wielowarstwowe struktury składające się z fosfolipidów. Odwodnienie prowadzi także do dehydratacji białek enzymatycznych oraz wzrostu stężenia jonów, co skutkuje także zmianami w aktywności enzymów. Uszkodzenia komórki mogą powstać nie tylko podczas zamarzania wody ale także w czasie topnienia kryształów w przestrzeni międzykomórkowej. Jeżeli topnienie zachodzi szybko nagły dopływ wody do komórki powoduje nagły wzrost objętości i powstanie uszkodzeń mechanicznych. Na powstawanie uszkodzeń i przeżywanie przez rośliny okresu mrozu wpływają również inne czynniki środowiska. Wysokie natężenie światła prowadzi do powstania dodatkowych uszkodzeń związanych ze stresem oksydacyjnym.

## Mechanizmy odporności
Wyróżniane są cztery mechanizmy pozwalające roślinom przetrwać okres mrozów. Pierwszy z nich polega wykształcaniu izolacji termicznej lub korzystaniu z izolacji zapewnianych przez środowisko. Wierzchołki wzrostu pędu wielu roślin okryte są gęstymi liśćmi. Geofity, a dokładnie ich podziemne części chronione są przed mrozem przez ściółkę i ewentualnie warstwę martwych liści. Opadłe liście zapewniają także izolację podziemnym częściom innych roślin. Rośliny górskie w strefie tropikalnej mogą chronić się przed nocnymi mrozami tworząc rozetę liści zamykającą się nocą. Drugi mechanizm istniejący u roślin polega na obniżaniu temperatury krystalizacji i przez zapobieganiu zamarzaniu wody w komórce. Przechłodzenie wody jest możliwe dzięki syntezie i gromadzeniu substancji osmotycznie czynnych w wakuoli. Im większe stężenie substancji osmotycznie czynnych tym niższa jest temperatura zamarzania. U roślin drzewiastych rosnących w zimnym klimacie temperatura zamarzania wody w komórce może być obniżona do –50 °C. Trzeci sposób polega przemieszczaniu wody do przestrzeni międzytkankowych i zamarzaniu w tych miejscach. Odwodnione tkanki zwiększają stężenie soku komórkowego i obniżają temperaturę zamarzania. Woda może zamarzać w przestrzeni pod okrywą nasienną lub między łuskami pąka. Czwartym mechanizmem pozwalającym przetrwać okres mrozu jest zdolność do krystalizacji wody w przestrzeniach międzykomórkowych. W ścianie komórkowej mogą występować białka AFP (ang. anti-freeze protein), opóźniające krystalizację i wpływające na kształt powstających kryształów lodu.